# Sergio Mimica-Gezzan
Sergio Mimica-Gezzan (Zagabria, 2 maggio 1956) è un regista statunitense.

## Biografia
Conosciuto anche come Srdjan Mimica, è croato di nascita. È figlio d'arte, in quanto il padre è il regista croato Vatroslav Mimica: da bambino ha ricoperto il ruolo di Petar nel suo film Anno Domini 1573. È stato premiato tre volte dalla Directors Guild of America come assistente alla regia: nel 1990 per Ricordi di guerra, nel 1994 per Schindler's List - La lista di Schindler e nel 1999 per Salvate il soldato Ryan. È stato assistente regista di Spielberg anche in altri suoi successi, come Jurassic Park, Minority Report e Prova a prendermi.
Ha diretto diversi episodi di serie televisive di successo, come Battlestar Galactica, Heroes e l'intera miniserie tv I pilastri della Terra del 2010. Ha inoltre diretto diversi episodi di Invasion, Prison Break, Saving Grace, Terminator: The Sarah Connor Chronicles, Falling Skies e Under the Dome. Nel 2014 ha diretto la serie tv digitale Halo: Nightfall. Ha co-prodotto The Terminal di Spielberg e alcune serie tv da lui dirette. È regista della serie Rai I Medici, con Dustin Hoffman, Richard Madden e Sarah Felberbaum.